# Synodontia
Synodontia là một chi rêu trong họ Dicnemonaceae.